# 舊亞里洛維奇
52°3′11″N 30°57′36″E / 52.05306°N 30.96000°E
舊亞里洛維奇（烏克蘭語：Старі Яриловичі），是烏克蘭北部的村莊，隸屬切爾尼希夫州的切爾尼希夫區。該村始建於1749年，面積1.08平方公里，海拔高度113米，2001年人口131，人口密度每平方公里121.3人。